# Tabakshistorisch Museum
Het Tabakshistorisch Museum is een museum in de Nederlandse stad Delft. Het museum geeft een beeld van de (Delftse) tabaksnijverheid sinds de zeventiende eeuw.
De collectie van het Tabakshistorisch Museum is ontstaan uit de particuliere verzameling van Louis Bracco Gartner. De collectie bestaat uit allerlei aan de tabaksnijverheid gerelateerde artikelen zoals pijpen, sigaren, kwispedoors, snuifdozen, ansichtkaarten, reclame-uitingen, verpakkingen en gereedschappen. Een deel van de collectie toont specifieke Delftse artikelen zoals Delftse pijpen uit de zeventiende eeuw, Delfts blauwe tabakspotten en Delfts blauwe tegels met pijprokende figuren. Het museum geeft daarmee een compleet beeld van de sigaren- en tabaksfabrieken die Delft heeft gehad sinds de zeventiende eeuw, en de vele sigarenmakers die in Delft woonden en werkten.
Het museum is gevestigd in een oude sigarenzaak. Het is alleen te bezoeken op afspraak.